# Diatraea veracruzana
Diatraea veracruzana is een vlinder van de familie van de grasmotten (Crambidae). De wetenschappelijke naam van deze soort is voor het eerst voorgesteld door Harold Edmund Box in een publicatie uit 1956.
De soort komt voor in Mexico.